# قسم أيل غورك الريفي (مقاطعة بوكان)
قسم أيل غورك الريفي (بالفارسية: دهستان ایل گورک) هي منطقة سكنية تقع في إيران في قسم المركزي. يقدر عدد سكانها بـ 5,798 نسمة .